# Verbena amoena
Verbena amoena — вид трав'янистих рослин родини Вербенові (Verbenaceae), ендемік південної Мексики.

## Опис
Багаторічна трава. Частково лежачі, вкриті білуватими жорсткими волосками. Листки перисті; листові сегменти довгасті; прилистки значно волосатіші ніж листки. Приквітки численні, волосаті, шилоподібні. Віночок 5-частковий, рожевувато-пурпуровий. Має ефектний зовнішній вигляд але позбавлений солодкого аромату.

## Поширення
Ендемік південної Мексики.